# Júlia Kudiess
Julia Gambatto Kudiess (Brasília, 2 de janeiro de 2003) é uma jogadora de voleibol brasileira, vice-campeã mundial, que joga como meio de rede na Seleção Brasileira de Voleibol Feminino e no Minas Tênis Clube.

## Vida pessoal
Filhas de Jerusa Gambatto e Heinz Kudiess, importante produtor de grãos da região sul e centro oeste, Júlia e a irmã Laura começaram a jogar vôlei juntas, formadas em um colégio de Brasília (DF), são irmãs de Bernardo que também jogou voleibol. Laura e Bernardo acabaram seguindo caminhos diferentes da irmã. Tanto Laura quanto Bernardo se aposentaram do vôlei precocemente para dar foco nos estudos. 

## Carreira

### Clubes

#### Minas Tênis Clube
Júlia joga no Minas TC desde as categorias de base, contudo já disputa competições profissionais desde 2018, pelo clube já tem vários títulos.

### Seleção Brasileira
Desde as categorias de base é convocada para a Seleção Brasileira e após ótima temporada em seu clube foi convocada para disputa da Liga das Nações onde conseguiu fazer seu primeiro jogo contra a China.
Em 17 de julho de 2022, Júlia tornou-se vice-campeã com Brasil após perder a final do Liga das Nações 2022
para a Itália por 3 sets a 0, em Ankara, na Turquia. As parciais da decisão foram ( 25-23, 25-22, 25-22).
Em 15 de outubro de 2022, Júlia tornou-se vice-campeã com Brasil após perder a final do Campeonato Mundial  2022
para a Sérvia por 3 sets a 0, em Apeldoorn, na Holanda. As parciais da decisão foram (26/24, 25/22 e 25/17).
No dia 19 de maio de 2024, Júlia sofreu uma torsão no joelho direito em jogo do Brasil contra os EUA, válido pela VNL.
Em 2025, Julia retornou à seleção brasileira na Liga das Nações, conquistando a medalha de prata em uma final contra a Itália por 3 sets a 1, em Łódź, na Polónia. As parciais do confronto pelo título da VNL 2025 foram 22-25, 25-18, 25-22 e 25-22. Nessa mesma edição, Julia foi eleita melhor central e atingiu o recorde histórico de 63 bloqueios na competição. 

## Prêmios e Títulos

### Clubes
- Campeonato Sul-Americano: 2024
- Campeonato Sul-Americano: 2022[8]
- Superliga Brasileira: 2020-21,[9] 2021-22,[10] 2023-24
- Supercopa Brasileiraː2023
- Copa Brasil: 2021,[11] 2023
- Campeonato Mineiro 2020[12]

### Seleção Brasileira
- Campeonato Mundial - 2022
- Liga das Nações de Voleibol Feminino - 2022 e 2025

### Prêmios individuais
- MVP do Campeonato Sul-Americano de Clubes de 2024
- Atleta Revelação da da Superliga Brasileira de 2023/24
- Melhor Central da VNL 2025 (Łódź), ao lado da central polonesa Korneluk. Primeira no número de bloqueios: 63 (recorde histórico da competição, mesmo número da compatriota  Carol/Carolana)